# 凧山町
凧山町（たこやまちょう）は、愛知県瀬戸市東名連区の町名。丁番を持たない単独町名である。

## 地理
- 瀬戸市の南東部に位置する[8]。西を西窯町・中畑町、北を八王子町・白坂町、東を南白坂町、南を巡間町・惣作町と隣接している[8]。
- 町域の大部分が猿投山支丘の凧山となっており、赤津川はこの支丘が障害となって北に蛇行してから南へ向かっている[8]。かつて、この凧山が崩れて土石が赤津川を堰止め、洪水を起こしたことがあるという[9]。

### 河川
赤津川 ： 町の北端、白坂町・八王子町・中畑町・西窯町との町境付近を西流している。
- 赤津川（凧山町・白坂町境）

### 学区
市立小・中学校に通う場合、学区は以下の通りとなる。また、公立高等学校普通科に通う場合の学区は以下の通りとなる。
| 番・番地等 | 小学校                 | 中学校                 | 高等学校 |
| ---------- | ---------------------- | ---------------------- | -------- |
| 全域       | 瀬戸市立にじの丘小学校 | 瀬戸市立にじの丘中学校 | 尾張学区 |

## 歴史

### 町名の由来
この地は、赤津集落のすぐ東側にあり、現在のように木の茂った山ではなく昔は全くの禿山で、集落の子供たちの格好の凧揚げ場であったところから、通称凧山と呼んで親しまれていた。町名設定の際、この名を採って付けたものと言われる。

### 沿革
- 1943年（昭和18年）8月9日 - 瀬戸市大字赤津字前田・南長谷口・白坂の各一部と字脇田の全域により、同市凧山町として成立[2]。

## 世帯数と人口
2025年（令和7年）3月1日現在の世帯数と人口は以下の通りである。
| 町丁   | 世帯数 | 人口 |
| ------ | ------ | ---- |
| 凧山町 | 0世帯  | 0人  |

### 人口の変遷
国勢調査による人口の推移
| 1995年（平成7年）  | 0人 | [ 13 ] |  |
| 2000年（平成12年） | 0人 | [ 14 ] |  |
| 2005年（平成17年） | 0人 | [ 15 ] |  |
| 2010年（平成22年） | 0人 | [ 16 ] |  |
| 2015年（平成27年） | 0人 | [ 17 ] |  |
| 2020年（令和2年）  | 0人 | [ 18 ] |  |

### 世帯数の変遷
国勢調査による世帯数の推移。
| 1995年（平成7年）  | 0世帯 | [ 13 ] |  |
| 2000年（平成12年） | 0世帯 | [ 14 ] |  |
| 2005年（平成17年） | 0世帯 | [ 15 ] |  |
| 2010年（平成22年） | 0世帯 | [ 16 ] |  |
| 2015年（平成27年） | 0世帯 | [ 17 ] |  |
| 2020年（令和2年）  | 0世帯 | [ 18 ] |  |

## 交通

### 鉄道
町内に鉄道は走っていない。最寄り駅は名鉄瀬戸線尾張瀬戸駅になる。

### バス
町内にバスは走っていない。最寄りのバス停は、名鉄バス「本地ヶ原線」【10】系統、同「東山線」【11】【12】系統の八王子バス停・赤津バス停になる。

### 道路
東海環状自動車道 ： 町の中央部を南北に走っている。

## 施設
- 凧山つばきの森 ： 2012年（平成24年）3月開園。瀬戸の里山に自然に咲くつばきを表現するため、瀬戸椿の会によって建設された。約5,000坪の土地に約3,000本の椿が植えられている[19]。

- 凧山つばきの森

## その他

### 日本郵便
- 郵便番号 : 489-0025[6]（集配局：瀬戸郵便局[20]）。